# 増山佑輝
増山 佑輝（ましやま ゆうき）は日本の男性声優。所属事務所はリマックス。

## 出演

### ゲーム
- FRAGMENTS BLUE（男子生徒Ｄ・ストーカーの男）

### CD
- Eternal Legend～継承の系譜～ 上巻
- 夢の妄想ドラマCD第8弾

The たなくまLAST STAND!
たなくま8th
～俺、このCDが完成したら、
田舎でメイド喫茶開こうと思うんだ(死亡フラグ)～
(たなくま役)

### WEBラジオ
- 私立ESP学園（音泉、2008年7月17日～）

### 舞台
- 「宍戸町フォーチュンきっす」～世にも微妙な物語～（男子生徒）

### イベント
- たなくまイベント！ Vol. 3～萌えボイス屋出張店舗＆たなくま最後の闘い！？反省してま～す！～（2010年5月9日）